# قرار مجلس الأمن التابع للأمم المتحدة رقم 972
قرار مجلس الأمن التابع للأمم المتحدة رقم 972، الذي اتخذ بالإجماع في 13 يناير 1995، بعد إعادة تأكيد القرارات 813 (1993)، و856 (1993)، و866 (1993)، و911 (1994)، و950 (1994)، ناقش المجلس عملية السلام في ليبريا، ومدد ولاية بعثة مراقبي الأمم المتحدة في ليبريا حتى 13 أبريل 1995.
وبدأ المجلس بالثناء على الجماعة الاقتصادية لدول غرب أفريقيا ورئيسها، رئيس غانا جيري رولينجز، لجهودهما في ليبريا والتوقيع على اتفاق أكرا في 21 ديسمبر 1994. وأشيد بالدول التي ساهمت في إنشاء فريق الرصد التابع للجماعة الاقتصادية لدول غرب أفريقيا. وأعرب عن أمله في أن تعقد قمة مع الدول الأعضاء في الجماعة الاقتصادية لدول غرب أفريقيا لمواءمة سياساتها. أعرب عن القلق إزاء استمرار تدفق الأسلحة إلى البلد في انتهاك لحظر توريد الأسلحة، وأن الحالة الإنسانية قد تدهورت نتيجة لضعف الأمن. وقد دعي القادة والأطراف الليبريون إلى الالتزام بوقف إطلاق النار المتفق عليه في اتفاق أكرا.
وطلب من الطرفين بعد ذلك التعاون فيما يتعلق بوقف إطلاق النار، ونزع السلاح، والتسريح، وإنشاء مجلس جديد للدولة. وسيتوقف عودة بعثة مراقبي الأمم المتحدة في ليبريا إلى مستواها السابق المأذون به على تنفيذ وقف إطلاق النار، وطلب إلى الأمين العام للأمم المتحدة بطرس غالي أن يقدم تقريرا عن التطورات التي حدثت في 1 مارس 1995 أو قبلها. وكان مطلوبا من جميع البلدان التقيد الصارم بحظر توريد الأسلحة المفروض على ليبريا والمساهمة في الصندوق الاستئماني، وتقديم المساعدة للجماعة الاقتصادية لدول غرب أفريقيا. القرار الذي اتخذ بدعوة الأطراف الليبرية إلى ضمان سلامة موظفي الأمم المتحدة واحترام القانون الإنساني الدولي.

## وصلات خارجية
- نص القرار في undocs.org